# Ramelton
Ramelton (irisch Ráth Mealtain, „Festung des Mealtan“) ist eine Ortschaft mit 1288 Einwohnern (2022) im County Donegal im Norden von Irland.
Die Ortschaft liegt am Fluss Lennon, 11 km nördlich von Letterkenny und 4 km westlich von Milford an den Ausläufern des Lough Swilly, einem fjordartigem Meeresarm, der zwischen den Halbinseln Fanad im Westen und Inishowen im Osten, verläuft.
Der historische Ort („National Heritage Town“) wurde im 17. Jahrhundert besiedelt und ist mit zahlreicher viktorianischer Baukunst bebaut.
Archäologische Funde deuten auf die Frühe Steinzeit hin; Siedlungsreste aus dem 10. Jahrhundert verweisen auf die Wikinger.
Die Gegend ist die Heimat des Familienclans Ó Domhnaill (O’Donnell), die seit dem 12. Jahrhundert im Gebiet des heutigen County Donegal regiert hatten. Im 15. Jahrhundert bewohnte Clanchef Calbhach Ó Domhnaill (Calvagh O’Donnell) eine 1640 zerstörte Burg auf der Insel Rossreagh, dem heutigen Kai von Ramelton.

## Persönlichkeiten
- William McAdoo (* 25. Oktober 1853 bei Ramelton; † 7. Juni 1930 in New York City), US-amerikanischer Politiker
- David Gallaher (* 30. Oktober 1873 in Ramelton; † 4. Oktober 1917 bei Passchendaele, Belgien), neuseeländischer Rugby-Union-Spieler
- William C. Campbell (* 28. Juni 1930 in Ramelton), irischer Biochemiker und Parasitologe, Träger des Nobelpreises für Medizin (2015)